# Cantó de Château-Thierry
El cantó de Château-Thierry és un cantó francès del departament de l'Aisne, situat al districte de Château-Thierry. Té 21 municipis i el cap és Château-Thierry.

## Municipis
- Azy-sur-Marne
- Belleau
- Bézu-Saint-Germain
- Blesmes
- Bonneil
- Bouresches
- Brasles
- Château-Thierry
- Chierry
- Épaux-Bézu
- Épieds
- Essômes-sur-Marne
- Étampes-sur-Marne
- Étrépilly
- Fossoy
- Gland
- Marigny-en-Orxois
- Mont-Saint-Père
- Nesles-la-Montagne
- Nogentel
- Verdilly

## Història
| Data d'elecció                           | Identitat         | Partit          | Qualitat |
| ---------------------------------------- | ----------------- | --------------- | -------- |
| 1945-1964                                | Paul Doucet       | SFIO            |          |
| 1964-1985                                | Pierre Lemret     | PCF             |          |
| 1985-1992                                | Claude Maingon    | UDF             |          |
| 1992-2012                                | Jacques Krabal    | PS, després PRG |          |
| 2012-                                    | Michèle Fusellier | PS              |          |
| les dades anteriors no són pas conegudes |                   |                 |          |
|                                          |                   |                 |          |

## Demografia
| A partir de 1990: Població sense dobles comptes |